# Spluga della Preta

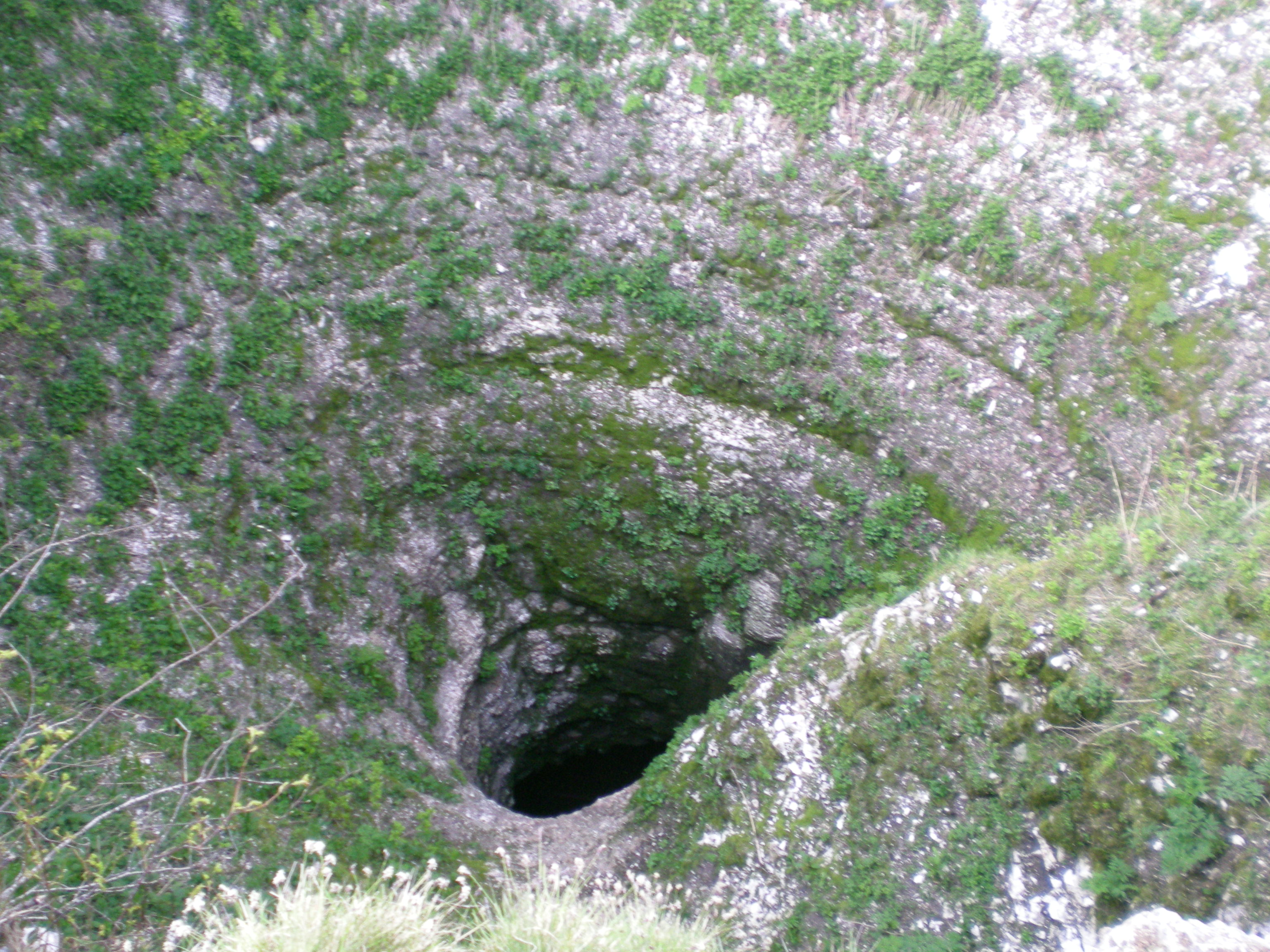
La entrada de la Spluga della Preta.

La Spluga della Preta es una sima kárstica que se encuentra en Italia, en el municipio de Sant'Anna d'Alfaedo próxima a la cumbre del Corno d'Aquilio al norte. La entrada de la Spluga forma parte de las zonas de las pialde última esquina de la provincia de Verona que se mete como en cuña en la de Trento, la profundidad explorada actualmente es de 877 metros en su punto más bajo con túneles aún no explorados.
Las primeras trazas escritas de la existencia de la Spluga se encuentran en el año 1901 en una publicación de un docente de Ala en la inferior Valdadige, don Giovanni Cosser del título Brevi notizie sui Monti Lessini, donde usó el término que le dan los trentinos: bus de Pealda. Debe subrayarse que en aquella época entre Ala y Sant'Anna estaba la frontera del Estado, un límite abierto fijado sólo en el 1750 con líneas ciertas. Era conocida también en precedencia, pero antes de la utilización como pastos de montaña del valle de detrñas el Corno d'Aquilio y el Corno Mozzo la zona era escasamente influidas por el hombre y visitada. Hay también restos prehistóricos.
El Cosser en su estudio hace el primer cálculo erróneo sobre la profundidad del camino de entrada. La calculó en 500 metros basándose sobre valoraciones empíricas. Poco después, en el 1904, el Prefecto de Verona Conte Sormani Moretti reiteró la descripción pero sin estimar la profundidad.